# HF Teramo
La Nuova HF Teramo è una società di pallamano femminile di Teramo, rifondata nel 2013 a seguito della scomparsa (per morosità nei confronti della Federazione Italiana Giuoco Handball) della precedente società denominata HC Teramo.
Attualmente milita nel campionato di Serie A1, primo livello del campionato italiano.

## Storia
Fondata nel 2002, al primo anno di Serie A2 centra la promozione e nella stagione del debutto in A1 riesce a salvarsi. Le annate successive portano Teramo in semifinale scudetto per ben due volte
Nel 2009-2010 Teramo centra per la prima volta nella sua storia la finale scudetto: dopo un testa a testa durato tutta la stagione con il Salerno, in gara-1 la formazione abruzzese vince di misura 21-20, ma deve arrendersi nel match di ritorno nettamente per 33-26. 
La stagione successiva porta in dote un'altra sconfitta in finale: questa volta però è il turno della Coppa Italia, con Teramo che in finale affronta il Sassari. La corazzata sarda non perdona e si aggiudica la gara e la Coppa per 30-27.
La stagione 2011-2012 è quella dello Scudetto: la stagione regolare è una questione a tre, con Salerno, Sassari e appunto Teramo che si separano di pochi punti. Al termine della seconda fase emergono le due potenze: Salerno e Teramo sono le squadre più in forma e appetibili per lo Scudetto. Ed infatti prima Teramo si sbarazza di Futura e poi Salerno elimina Sassari: nella gara d'andata Teramo sbanca il PalaPalumbo di Salerno con una prova superlativa; il ritorno è più combattuto ed indeciso, ma alla fine la squadra abruzzese guidata da Serafino La Brecciosa vince anche il ritorno.
La stagione successiva è un disastro: con il campionato a sei squadre, Teramo si classifica all'ultimo posto e viene retrocessa; in Coppa Italia viene surclassata ai quarti dal Conversano; la Supercoppa è di facile vittoria per Salerno; in EHF Cup non gioca nemmeno una gara, venendo esclusa e perdendo entrambi gli incontri a tavolino contro le spagnole dell'Alcobendas
Nell'estate del 2013 la società viene completamente rifondata, con il presidente Candelori che chiede ed ottiene il ripescaggio in Serie A1 per la nuova compagine. I campionati disputati sono tutti di buon livello, fino alla stagione 2017-18, dove Teramo è ancorata stabilmente all'ultima posizione per quasi tutta la stagione, che si conclude con un'inevitabile retrocessione.

## Palmarès

### Competizioni nazionali
- Campionato italiano: 1
  - 2011-12